# التوراة والمعرفة العلمانية

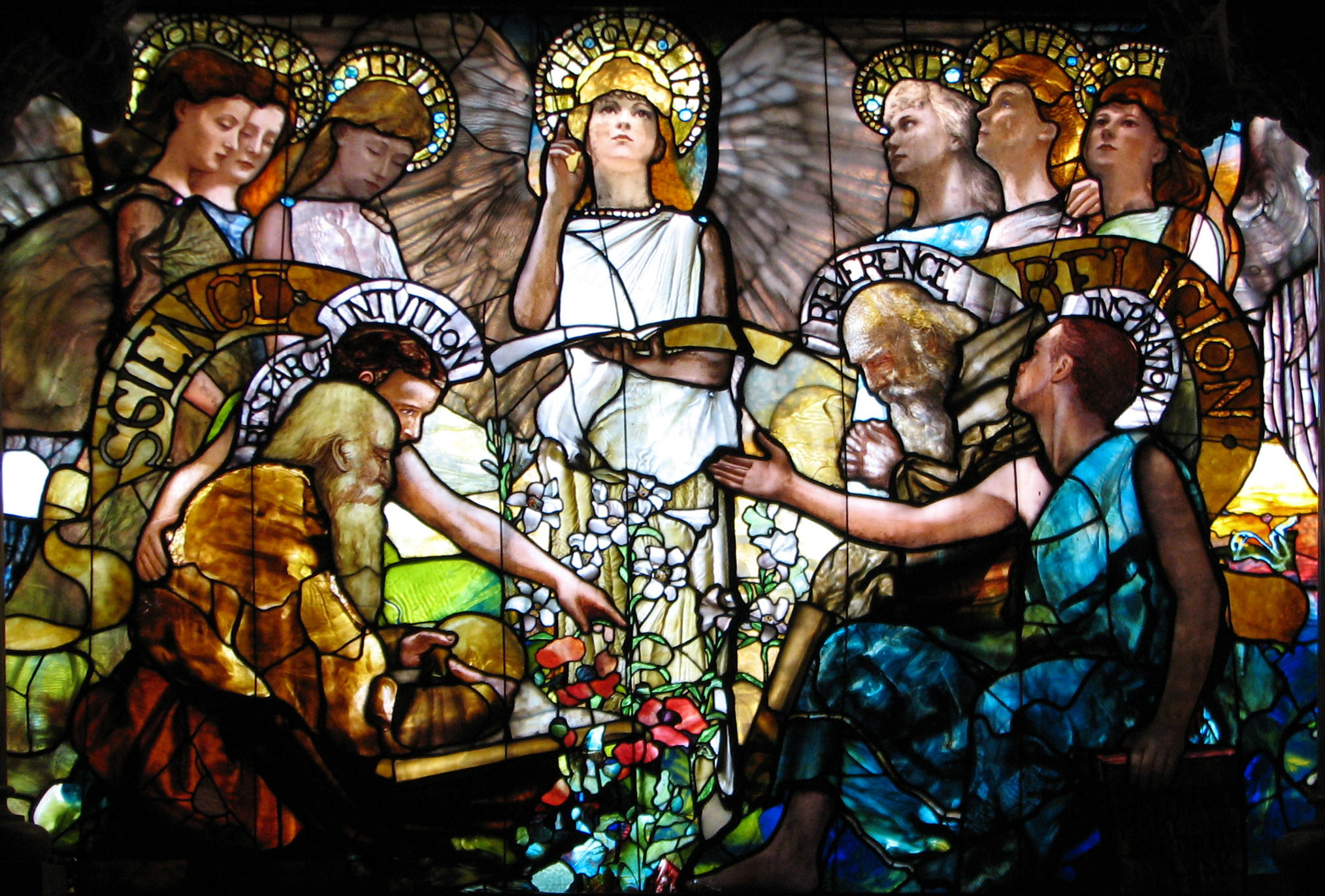

التوراة والعرفة العلمانية ((بالعبرية: תּוֹרָה וּמַדָּע) توراه أومادا) هي فلسفة اليهودية الأرثوذكسية تبحث بالعلاقة بين العالم العلماني واليهودية، وخاصة بين المعرفة العلمانية والمعرفة الدينية اليهودية. يشار إلى الوضع الناتج من اليهودية الأرثوذكسية باسم الوسطية الأرثوذكسية .

## فلسفة

### التوراة والمعرفة العلمانية
من وجهة نظر التوراة أومادا، «ليست اليهودية والإيمان اليهودي... على تضاد مع الشواغل العالمية الإنسانية». فاليهودية والثقافة هما، «في جوهرها جزء من سلسلة متصلة واحدة». المعرفة اليهودية والمعرفة العلمانية، بالتالي، لا تتطلب «مصالحة جوهرية»؛ في الواقع، فإن دراسة التوراة مع غيرها من المعارف تؤدي إلى زيادة اليهودية وإثراءها. كما أوضح الحاخام نورمان لام: 

### تركيب تحليلي
على الرغم من أن التوراة أومادا يعتبر العلم والدين منفصلين، حيث تحافظ «حكمة العالم» على أهميتها الخاصة، إلا أنها تتصور توليفًا بين العالمين. في هذا الفهم، «التوليف لا يشير إلى الوحدة المنطقية لنظريات العلم والديمقراطية واليهودية»؛ بدلاً من ذلك، فإن فكرة التوليف لها معنى نفسي وسوسيولوجي. هنا، «لقد استوعب الفرد المواقف المميزة للعلم والديمقراطية والحياة اليهودية ويستجيب بشكل مناسب في العلاقات والسياقات المختلفة».
بالنظر إلى هذا المفهوم، فإن قبول فكرة التوراة أومادا قد يجد «تعبيرات شرعية مختلفة في كل فرد». يستكشف لام في كتابه ستة نماذج منفصلة لتوراة أمدا، بما في ذلك تلك التي قدمها ميمونيدس وسامسون رافائيل هيرش وإبراهام إساق كوك. تدرك الفلسفة التحدي الذي من المحتمل أن يفرضه ذلك على أتباعها، وتطرح إطارًا تؤدي فيه «المواجهة بين اليهودية والثقافة العلمانية إلى زيادة الإبداع داخل اليهودية».

### مركزية التوراة
على الرغم من قبولها لكل من التوراة والمعرفة والثقافة العلمانية، فإن التوراة أومادا تعطي الأولوية لاتباع التوراة والمعرفة التوراتية، وعند الممارسة يجب الالتزام الصارم بالقانون اليهودي (بالهالخاه). يفرض التوراة أمدا «الولاء الذي لا جدال فيه لسيادة التوراة، وأنه يجب تمرير جميع الممارسات الفكرية الأخرى من خلال المنظور التوراتي».
على حد تعبير الحاخام لام، «لتوراة أمدا لا تعني... المساواة. لا تزال التوراة هي المركز البارز بلا منازع.» تجدر الإشارة إلى أن «لا يمكن تطبيق التوراة أومادامن دون فرض قيودًا صارمة على حرية الفكر في المناطق التي قد تتحدى المعتقدات اليهودية الأساسية». فيما يتعلق بمراعاة الشريعة اليهودية، «لم نقم بنقض أي من المباديء الأساسي لليهودية، فنحن نتمسك بنفس مبادئ الإيمان (آيكاريم)، ونحن موالون لنفس التوراة كما نسعى جاهدين لدراسة التوراة والاحتفال بالميتزفة نفسها الي قام بها آبائنا وأجدادنا من قبلنا ونحن نعتز بها على مر الأجيال».

### نماذج أخرى
نموذج آخر لتوراة أمدا، الأقل شهرة في الأدب الكلاسيكي الحديث، يخفف الدور الفكري. ويقول انه "يمكن استخدام النظريات والأساليب العلمانية ليس لتأمين نهايات فكرية، بل نهايات عملية في الحياة اليومية". يفسر بعض المفكرين مثل راف سولوفيتشك وسامسون رافائيل هيرش وإسحاق برور، قول سفر التكوين 01:28 وَبارَكَهُمُ اللهُ فَقالَ: «أثْمِرُوا وَتَكاثَرُوا. املأُوا الأرْضَ وَأخضِعُوها. سُودُوا عَلَى سَمَكِ البَحْرِ وَطُيُورِ السَّماءِ وَكُلِّ ما يَتَحَرَّكُ عَلَى الأرْضِ.») باعتباره دعوة للإنسان ليسيطر ويتحكم ويطور ويحسن عالم الله. هذا ميتزفه من النشاط الإبداعي يعبر عن الصورة الإلهية في جميع فروع الثقافة الإنسانية. وهكذا، فإن المعرفة العلمانية تمكن اليهودي المتدين "من الوفاء بالولاية الكتابية المتمثلة في" ملء الأرض وقهرها "...و للقيام بمسؤولياتهم تجاه الآخرين، وكذلك، عن طريق تحسين رفاهية الإنسان، لتوسيع نطاقه من هذه المسؤوليات؛ وأخيراً، الوفاء بعهد "التمثل بالله".

## الأرثوذكسية المركزية
الأرثوذكسية المركزية هي النمط السائد لليهودية الأرثوذكسية الحديثة في الولايات المتحدة والعالم الغربي كما أنها مؤثرة في الحركة الأرثوذكسية الحديثة في إسرائيل.

### مميزاتها
تتميز الرؤية الكونية للمركزية الأرثوذكسية بـ «التعليم، والاعتدال، ومركزية شعب إسرائيل». بشكل عام، الاختلافات بين الأرثوذكسية المركزية عن الحركات الأرثوذكسية الأخرى (مثل الحريديم والحديثة - على سبيل المثال والأرثوذكسية المفتوحة) ناتجة عن التركيز الخاص على كل من هذه الخصائص.

#### التعليم
تستتبع المدا «المشاركة الدنيوية» بالإضافة إلى عنصرها الفكري - وتولي أهمية كبيرة للمساهمة في المجتمع العام. وبالتالي فإن أتباع الكزية الأرثوذكسية ممثلون جيدًا، بالتناسب، في المهن والأوساط الأكاديمية - وإلى حد ما في السياسة. على النقيض من ذلك، لن يقوم أفراد مجتمعات الحريديم بأي تعليم علماني في مرحلة ما بعد المدرسة الثانوية (باستثناء استثناءات محددة لأغراض كسب الرزق)، وسوف يقللون بشكل عام من المشاركة مع العلمانيين.

#### الاعتدال
بالنسبة للمركزية الأرثوذكسية، الاعتدال «هو نتيجة لا تنبع من الشعور بالذنب ولا من للامبالاة ولا من الحكمة، إنها مسألة مبدأ مقدس... إنها ليست التطبيق الطائش للمعنى الحسابي... [بل] إنه القرار الرصين الجاد والتقييم الذكي لكل حالة... [وهكذا] ، قضايا الاعتدال واسعة بدلا من رؤية نفقية.» هذا الاعتدال، «البحث عن ما هو مسموح به وليس ما هو ممنوع»، يتجلى في ثلاث طرق. أولاً، إلى جانب الحريديم، تطالب الأيديولوجية بالالتزام بالهالاخا؛ ومع ذلك، فليس من الإصرار أن القيود (الكومرا) معيارية، بل هي مسألة اختيار شخصي  تحت اليهودية الأرثوذكسية الحديثة). ثانياً، بالنسبة إلى مجتمع الحريديم - ولكن أقل من ذلك في المجتمعات غير الأرثوذكسية - بدأت النساء في لعب دور عام داخل المجتمع  في أدوار أخرى غير دينية بحتة. ثالثًا، ستنخرط الحركة مع المجتمع اليهودي الأوسع ومع العالم العلماني، على عكس نهج الحريديم التي تقليل من هكذا تواصل.

#### مركزية شعب إسرائيل
تضع جميع الأيديولوجيات الأرثوذكسية قيمة كبيرة على حب اليهود لإخوتهم من اليهود وجميعهم يعتبرون أرض إسرائيل مقدسة- ويقيمون فيها الميتزفة. ومع ذلك، بالنسبة لـ للمركزية الأورثوذكسية، فإن «شعب إسرائيل» يلعب دورًا رئيسيًا. الفرق مع الفلسفات الأخرى، يظهر بطريقتين. أولاً، سوف تمتد المشاركة مع غير الأرثوذكس إلى ما بعد «التوعية» - التي تشارك فيها العديد من المنظمات الحريدية - لاستمرار العلاقات المؤسسية والتعاون (على الرغم من «الانحرافات الانحرافية للتوراة والهلخة» لغير الأرثوذكس). ثانياً، يضع الوسط الأرثوذكسي أهمية دينية وقومية عالية على دولة إسرائيل. المؤسسات والأفراد الأرثوذكس المركزيون هم صهيونيون في التوجهات، ومعدلات الهجرتهم إلى إسرائيل عالية مقارنة بالآخرين. وهكذا، على الرغم من أن الأرثوذكسية المركزية والصهيونية الدينية غير متطابقتين، إلا أنهما يشتركان في العديد من نفس القيم والكثير من نفس الأتباع.

### المؤسسات
تشمل مؤسسات الأرثوذكسية الأمريكية المركزية:
- جامعة يشيفا ومدرسة الحاخام إسحاق الشنان اللاهوتية («ريتس»)، وهي المؤسسة الرئيسية لتدريب تطويب الحاخامات الأرثوذكس في أمريكا.
- المجلس الحاخامي الأمريكي، الهيئة المركزية للحاخامات المركز. يعد «بيت دن الأميريكي» الذي يرأسه الحاخام سولوفيتشيك منذ فترة طويلة مصدرًا محترمًا للقرارات القانونية اليهودية.[23]
- الاتحاد الأرثوذكسي (اتحاد التجمعات اليهودية الأرثوذكسية الأمريكية) الذي أنشئ في عام 1898، هو أكبر اتحاد للتجمعات الأرثوذكسية الأمريكية. وتشمل أنشطتها إدارة وشهادة الكشروت. تدعم مجموعة واسعة من المؤسسات التعليمية الدينية والمشاريع، وتقوم بالضغط على الحكومة الأمريكية بشأن مختلف القضايا ذات الأهمية لليهود المتدينين (وأحيانًا بشأن المسائل المتعلقة بإسرائيل).[24] كما يتضمن المؤتمر الوطني للشباب الكنيسي) الذي يقدم البرامج الاجتماعية والتعليمية والتواصل مع مئات المجتمعات.[25]
- المجلس الوطني لشباب إسرائيل الذي تأسس عام 1912، يعمل كهيئة تنسيق وطنية لما يقرب من 150 جماعة أرثوذكسية؛ ويهدف إلى «توسيع نطاق جاذبية كنيس المجتمع التقليدي باعتباره العنوان الرئيسي للحياة الجماعية اليهودية من خلال توفير البرامج التعليمية والدينية والاجتماعية والروحية والمجتمعية».[26]

## راجع أيضا
- جامعة بار إيلان - جامعة مقرها تل أبيب تهدف إلى «مزج التقاليد مع التقنيات الحديثة والمنح الدراسية، وتعليم أخلاقيات التراث اليهودي للجميع».
- الكلية اللاهوتية العبرية - مؤسسة مقرها شيكاغو، «تقوم بإعداد خريجيها للأدوار كمربين وحاخامين»، مع توفير «وجهات نظر ثقافية واسعة وأساس قوي في الفنون والعلوم الليبرالية»
- كلية القدس للتكنولوجيا - كلية مقرها القدس، أسست «لتعليم الطلاب الذين يرون أن توليف القيم اليهودية ومهنة هي طريقتهم في الحياة».
- كلية لاندر - كلية مقرها مدينة نيويورك، تجمع بين دراسة التوراة والدراسة الجامعية، القائمة على فلسفة التوراة Uparnassa (التوراة وسبل العيش).
- معهد زومت - مفترق طرق بين الهلاشا والعالم الحديث.
- أسلمة المعرفة.